# 千家十職
千家十職（せんけじっしょく）とは、茶道に関わり三千家に出入りする塗り師・指物師など十の職家を表す尊称である。千家好みの茶道具を作れる職人は限定されており、行事や年忌における役割もあるため、徐々に職方は固定されていった。代々の家元によってその数が変動していたが、明治期に現在の十職に整理された。（大正期に三越百貨店が命名したという説もある）

## 千家と職家
茶道は茶室と呼ばれる狭い空間で行われる事が多く、独特の作法が存在することから、使用される道具には工夫が必要とされる。特に千利休は長次郎（初代・樂吉左衛門）の茶碗や京釜師・辻与次郎の釜など、独特の好みを持って茶道具を選んでいた。利休の茶風を残そうとした千宗旦も職人を指導し、利休好みの作品を作れる者を重用した。樂家の茶碗や飛来一閑の棗・香合のほか、現在の千家十職には名前がないが西村九兵衛の釜も宗旦に好まれ、多くの作品を残している。
表千家の7代・如心斎や裏千家8代・又玄斎一燈は17世紀末の元禄期に千家七事式を考案し、現在に繋がる茶道の形式が確立されていった。このような中で、元文四年（1739年）9月4日に如心斎が催した利休・百五十年忌の年忌茶会では、千家の職方として樂吉左衛門、塗師・中村宗哲、袋師・土田友湖、竹屋・玄竺、袋師・二得の五名が招かれている。特に吉左衛門と宗哲は当時の職方の長老的な存在だったと言われる。

## 職家の固定
宝暦8年（1758年）に行なわれた宗旦・百年忌の茶会の最終回には、樂吉左衛門、中村宗哲、土田友湖、竹屋・元斎、釜師・大西清右衛門、指物師・駒沢利斎、柄杓師・黒田正玄、鋳師・中川浄益、大工・善兵衛、表具師・奥村吉兵衛の十名の職方が招かれている（現在と比べ、飛来一閑と善五郎の代わりに竹屋・元斎と大工・善兵衛がいる）。これは千家に出入りする職家が十家になっている最古の記録の一つだが、この時期の飛来家は代替わりなどの時期にあるなど、江戸時代を通じてその数は八家から十二家で変動していた。なお、この他にも出入りはしていないが道具を納めていた職家が二十家以上あったといわれる。
一方で、伝統的な形式を踏まえた茶道具の制作や三千家の年中行事、年忌などでの役割を果たすため、徐々に出入りの職方は固定されていった。天保11年（1840年）の利休・二百五十年忌の頃には、駒沢利斎、大西清右衛門、西村善五郎、樂吉左衛門、奥村吉兵衛、飛来一閑、黒田正玄、土田友湖、中川浄益、塗師・余三右衛門が千家出入りの職方となっており、ほぼ現在と同様の顔ぶれである。唯一名前のない中村宗哲に関しては、六代の喪中にあったためと思われる。
このような経緯を経て、職方が現在の千家十職にまとまっていったのである。

## 千家十職の一覧
- 茶碗師　−　樂吉左衛門
- 釜師　−　大西清右衛門
- 塗師　−　中村宗哲　棗の塗り
- 指物師　−　駒沢利斎
- 金物師　−　中川浄益
- 袋師　−　土田友湖
- 表具師　−　奥村吉兵衛
- 一閑張細工師　−　飛来一閑
- 竹細工・柄杓師　−　黒田正玄　茶杓の作
- 土風炉・焼物師　−　西村（永樂）善五郎